# Navira naguan
Genre
Espèce
Navira naguan, unique représentant du genre Navira, est une espèce d'araignées aranéomorphes de la famille des Lycosidae.

## Distribution
Cette espèce est endémique d'Argentine. Elle se rencontre dans les provinces de Córdoba et de San Luis.

## Description
Le mâle holotype mesure 4,87 mm et la femelle paratype 5,16 mm.

## Étymologie
Le genre Navira signifie "cacique" dans la langue du peuple Hênîa.
Le nom d'espèce naguan signifie, lui aussi, cacique mais dans la langue du peuple Kâmîare. Les deux tribus ayant vécu dans la même répartition de l'animal.

## Publication originale
- Piacentini & Grismado, 2009 : Lobizon and Navira, two new genera of wolf spiders from Argentina (Araneae: Lycosidae). Zootaxa, no 2195, p. 1-33.  DOI : https://doi.org/10.11646/zootaxa.2195.1.1.